# Die Böckchen-Bande
Die Böckchen-Bande (Originaltitel: Bukkene Bruse) ist eine Kinder- und Bilderbuchreihe des norwegischen Schriftstellers Bjørn F. Rørvik und der norwegischen Illustratorin Gry Moursund. In der bislang dreiteiligen Serie wird die aus der nordisch-folkloristischen Fabelwelt entnommene Geschichte dreier Böckchengeschwister erzählt, die sich in verschiedenen alltäglichen Situationen mit einem bösen Troll auseinandersetzen müssen, der fortwährend versucht, seine Umgebung und die anderen Tiere zu terrorisieren. Dabei werden gesellschaftliche Grundthemen wie Familie, Zusammenhalt und ein respektvolles Miteinander, aber auch das Unkonventionelle, der Umgang mit Autoritäten und Zivilcourage behandelt.
Der erste Teil Die Böckchen-Bande im Schwimmbad (Originaltitel: Bukkene Bruse på badeland) erschien 2009, der zweite Teil Die Böckchen-Bande im Altersheim (Originaltitel: Bukkene Bruse vender tilbake) 2014 und der dritte Teil Die Böckchen-Bande in der Schule (Originaltitel: Bukkene Bruse begynner på skolen) 2017 bei Cappelen Damm in norwegischer Sprache, sowie 2017, 2018 und 2019 beim Klett Kinderbuch Verlag in deutscher Übersetzung. Alle drei Teile wurden von Monika Osberghaus ins Deutsche übersetzt.
Das erste Buch Die Böckchen-Bande im Schwimmbad wurde unter anderem mit dem Kinder- und Jugendbuchpreis des norwegischen Kulturministeriums (2009) und dem schwedischen Literaturpreis Bokjuryn (2012) in der Kategorie „bestes Bilderbuch“ ausgezeichnet. Die Bücher der Böckchen-Bande erhielten ein insgesamt positives Presseecho. In der deutschsprachigen Presse wurde das Buch als »hemmungslos verspielt« (3sat Kulturzeit), »nicht nur irre, sondern auch irre witzig« (Zeit Online) und »eines der frechsten und kreativsten Bilderbücher der Saison« (Deutschlandfunk Kultur) bezeichnet.

## Inhalt

### Teil 1: Die Böckchen-Bande im Schwimmbad
Die drei Brüder der Böckchen-Bande machen sich eines Sommers auf den Weg, um ihre Ferien, wie jedes Jahr, auf der Alm zu verbringen. Als ihnen ein Wegweiser auffällt, entschließen sie sich, dieses Mal stattdessen ins Schwimmbad zu gehen. Somit vermeiden sie auch den Gang über die Brücke, unter der ein unheimlicher Troll haust.
Angekommen am Schwimmbad, wollen sie sofort unbedingt die große Wasserrutsche ausprobieren. Allerdings muss das Personal der Böckchen-Bande, bevor der Badespaß beginnen kann, erst einmal die Baderegeln erklären. Sobald sie Badekleidung aus der Fundkiste angezogen und sich abgeduscht haben, können sie sich endlich in die Schlange zur Wasserrutsche stellen. Der Badespaß wird abrupt von Tumulten am Eingang unterbrochen. Es ist der Troll, der sich lautstark und ohne Eintritt zu zahlen, an der Kasse vorbeigedrängelt hatte.
Sich nicht an die Baderegeln haltend und zum Ärger der anderen Badegäste, springt er rücksichtslos ins Becken, bringt den Wasserball eines Kindes zum Platzen und drängelt sich an der Schlange zur Wasserrutsche vor, wo er sich bedrohlich unter der Treppe platziert. Plötzlich traut sich keines der anderen Tiere mehr, hinaufzuklettern. Nur die Drei von der Böckchen-Bande entschließen sich, dem Troll die Stirn zu bieten.
Furchtlos erklimmen die Böckchen, dicht gefolgt vom rasenden Troll, die Leiter und rutschen los. Noch bevor der Troll das untere Ende der Rutsche erreichen kann, schaffen es die Drei, sie aus der Verankerung zu lösen und den Störenfried in hohem Bogen nach draußen zu befördern. Alle Tiere brechen in Jubel aus, die Böckchen-Bande hat den Tag gerettet und bekommt zur Belohnung für den Rest des Sommers freien Eintritt für das Schwimmbad.

### Teil 2: Die Böckchen-Bande im Altersheim
Der Sommer steht kurz bevor und die Böckchen-Bande beschließt, ihre Ferien wieder mal auf der Alm bei Waffeln und Sahne zu verbringen. Obwohl sie wissen, dass sie auf dem Weg jene Brücke überqueren müssen, unter der der böse Troll lebt, machen sie sich auf den Weg, denn die Böckchen sind seit dem letzten Treffen mit dem Troll schon etwas gewachsen und haben schon lange keine Angst mehr vor ihm. Lautstark marschieren sie über die Brücke, allerdings ohne dabei den Troll aufzuschrecken, der offensichtlich nicht zuhause ist.
Enttäuscht müssen sie feststellen, dass die Alm geschlossen ist und es für sie diesen Sommer wohl keine Waffeln geben wird. Auf dem Rückweg machen sie Halt an einer Tankstelle, wo sie erfahren, dass der Troll mittlerweile ins Altersheim gekommen ist. Da sie ja nun genug Zeit haben, machen sich die Drei kurzerhand auf den Weg, um ihn zu besuchen. Im Altersheim herrschen desaströse Verhältnisse, denn der Troll kann sich wieder einmal nicht benehmen. Er ist faul, brüllt herum, stiehlt den anderen Bewohnern das Essen und versetzt das ganze Heim in Angst und Schrecken.
Die Böckchen-Bande findet den Troll unter einem Tisch versteckt vor. Wutentbrannt versucht der Troll, sich die Böckchen zu schnappen, jedoch sind sie zu schnell für ihn und bringen ihn zum Stolpern. Der Troll landet mitten auf einem Servierwagen, nimmt schnell Fahrt auf und rollt unkontrolliert durch die Gänge, nur um zu guter Letzt durch das Fenster direkt auf dem Grill im Hof zu landen. Schnell ergreift der Troll die Flucht und die Böckchen-Bande hat wieder einmal gewonnen. Gemeinsam mit den erleichterten Bewohnern feiern sie ein großes Grillfest.

### Teil 3: Die Böckchen-Bande in der Schule
Die Böckchen-Bande hat einen Brief bekommen, in dem steht, dass die zur Schule gehen sollen. Alle drei haben noch große Schwierigkeiten beim Lesen und Rechnen und so nehmen sie gleich am nächsten Montag den Bus zur Schule. Schon im Schulbus und auf dem Schulhof werden sie von den anderen Schülern vor der strengen Lehrerin Frau Schnellschuh gewarnt, die von allen nur Frau Elchkuh genannt wird. Noch vorsichtiger sollen sie beim neuen grausamen Rektor sein, der sich am liebsten die Erstklässler schnappt.
Glücklicherweise kommen die Böckchen in die Klasse der netten Lehrerin Hasianne, doch immer wieder unterbricht ein lautes Krachen aus dem Büro des Rektors den Unterricht. Als die Böckchen merken, dass sie auf die Toilette müssen und sich auf die Suche begeben, läuft ihnen die resolute Frau Schnellschuh über den Weg, die ebenfalls zu den Toiletten geht. Eingeschüchtert trauen sich die drei nun nicht mehr auf die Toilette und erleichtern sich kurzerhand in einem Blumenbeet auf dem Hof. Dabei werden sie von Frau Schnellschuh erwischt und von ihr direkt zum Rektor geschickt.
Zum Schrecken der Böckchen-Bande handelt es sich beim neuen Rektor um den Troll, den sie in seinem Büro auf dem Kopierer sitzend vorfinden. Da er der einzige Bewerber auf den Posten war, hat der Troll das Amt des Rektors erhalten und nutzt es dreist aus, um Quatschkopien zu machen und die anderen zu drangsalieren.
Die Drei rennen, dicht gefolgt vom Troll, um den Kopierer herum, bis dieser auf einem Blatt Papier ausrutscht und mit der Nase im Kopierer stecken bleibt. Schließlich muss er von der Feuerwehr mit einem Kran samt Kopierer abgeholt werden. Frau Schnellschuh wird zur neuen Rektorin ernannt und die Böckchen-Bande hat die Schule vor dem Treiben des Trolls gerettet.

## Figuren
Die Böckchen-Bande
Die Böckchen-Bande besteht aus drei jungen Ziegenböcken, dem größten, dem mittleren und dem kleinsten Böckchen. Am liebsten machen sie Ferien auf der Alm und essen ihre heißgeliebten Waffeln mit Sahne. Gemeinsam erleben die Geschwister Abenteuer in der Schule, im Schwimmbad oder auch im Altersheim. Mit kindlicher Gewitztheit und frechem Tatendrang geraten sie oftmals mit Autoritäten und Regeln in Konflikt und lernen dabei gesellschaftliche Grundwerte und Verhaltensweisen kennen. Solche Situationen meistern sie verwegen und auf unkonventionelle Art und Weise, auch wenn es wieder einmal zum Zusammentreffen mit dem finsteren Troll aus den Bergen kommt.
Der Troll
Der Troll lebt allein unter einer Brücke in den Bergen und ist der Erzfeind der Böckchen-Bande. Er ist größer und stärker als alle anderen Tiere und hat ein bedrohliches Äußeres mit dunklem dichtem Fell und knochigen Armen und Beinen. Wenn er nicht gerade unter seiner Brücke hockt, besetzt er einfach andere Orte, an denen er nicht erwünscht ist. Der Troll ist nicht daran interessiert, sich in die soziale Gemeinschaft einzubringen. Dennoch mischt er sich ständig in das Leben der anderen Tiere ein, fällt durch rücksichtsloses und rüpelhaftes Verhalten auf und versucht immer wieder, die Böckchen „zu holen“. Meistens hat er dabei jedoch wenig Erfolg und wird von der Böckchen-Bande an der zweigförmigen Nase herumgeführt.

## Nominierungen und Auszeichnungen
| Datum | Nominierung / Auszeichnung                                                                               |
| ----- | --- |
| 2009  | Kinder- und Jugendbuchpreis des norwegischen Kulturministeriums (für „Die Böckchen-Bande im Schwimmbad“) |
| 2012  | Bokjoryn (für „Die Böckchen-Bande im Schwimmbad“)                                                        |